# Ausbeute (Chemie)
In der Chemie versteht man unter der Ausbeute einer Reaktion die relative Menge an gewonnenem Produkt. Es ist vor allem dann üblich, von einer „Ausbeute“ zu sprechen, wenn eine Reaktion mit der Absicht durchgeführt wurde, ein bestimmtes Produkt herzustellen, also in der Synthesechemie. Häufig bezieht sich die angegebene Ausbeute nicht auf eine einzige Reaktion, sondern auf eine Serie von Schritten, die von den Ausgangsverbindungen zum gewünschten Produkt führen, wobei in jedem Schritt – insbesondere auch bei der Aufreinigung des Produkts – Verluste auftreten können. Damit die angegebene Ausbeute aussagekräftig ist, muss sie auf eine Basis bezogen werden. Es ist üblich, den Quotienten aus der Stoffmenge an isoliertem Produkt und der theoretisch maximal (ohne jegliche Verluste) zu gewinnenden Produktstoffmenge in Prozent anzugeben. Üblicherweise wird eine hohe Ausbeute angestrebt.

## Definition
Die Ausbeute wird üblicherweise als Quotient der Stoffmengen an real gewonnenem Produkt und der theoretisch maximal möglichen Produktmenge ausgedrückt.
{\displaystyle {\text{Ausbeute}}={\frac {\text{Tatsächliche Stoffmenge an Produkt}}{\text{Maximal mögliche Stoffmenge an Produkt}}}\cdot 100\ \%}
Die theoretische Maximalmenge an Produkt ist die Stoffmenge des knappsten Edukts mal dem Verhältnis der Stöchiometriekoeffizienten.
Vogel’s Textbook of Practical Organic Chemistry klassifiziert die Ausbeuten in folgende Kategorien:
| Ausbeute                 | Wertung       |
| ------------------------ | ------------- |
| etwa 100 %               | Quantitativ   |
| etwa 90 %                | Ausgezeichnet |
| etwa 80 %                | Sehr gut      |
| etwa 70 %                | Gut           |
| unter 70 % bis etwa 50 % | Befriedigend  |
| unter 50 %               | Schlecht      |

### Alternative Bezugsbasen
Ausbeuten können bei sehr unvollständigen Reaktionen jedoch auch auf die wiedergewonnenen Ausgangsverbindungen bezogen werden. Diese Angabe ist in der wissenschaftlichen Literatur üblich bei Studien zur Variabilität einer chemischen Reaktion ohne Optimierung der Reaktionsbedingungen. Solche Angaben werden in den publizierten Tabellen häufig mit „based under recovered material“ gekennzeichnet. Des Weiteren findet man in der Literatur bei solchen Untersuchungen Ausbeuten von nicht isolierten Produkt-Edukt-Gemischen, wobei die Auswertung nur mithilfe analytischer Verfahren wie der Gaschromatographie oder der NMR-Spektroskopie erfolgte. Bei solchen Angaben ist es nicht möglich, vom publizierten Wert zuverlässig auf eine tatsächliche Ausbeute an isoliertem Produkt zu schließen, da für die Untersuchung keine praktischen Probleme gelöst werden mussten.

## Bedeutung
Für die (industrielle) Synthese von Chemikalien ist die Ausbeute von großer Bedeutung und erheblicher Forschungsaufwand wird darin investiert, Prozesse auf bessere Ausbeuten hin zu optimieren. Schlechte Ausbeuten bedeuten nicht nur einen hohen Verbrauch von teuren Chemikalien, sondern produzieren auch unnötigen Abfall. Abfälle bedeuten wiederum zusätzliche Entsorgungslogistik und Kosten, teilweise mit zusätzlichen Genehmigungen verbunden. In der Industrie wird letzterem Problem verstärkt dadurch begegnet, dass man auch die Nebenprodukte – so sie in ausreichender Menge anfallen – zu isolieren und wirtschaftlich zu verwerten versucht.
In der wissenschaftlichen Forschung muss bisweilen auch mit sehr geringen Ausbeuten vorliebgenommen werden, wenn komplexe Verbindungen erstmals synthetisiert werden und eine Vielzahl an Schritten erforderlich ist. So gelang etwa 1954 die erste Totalsynthese von Strychnin in 28 Schritten mit einer Ausbeute von 0,000 06 %. Seither konnte die Anzahl der Schritte auf 10 verringert und die Ausbeute auf 1,4 % gesteigert werden.

## Beispiel
Folgendes Beispiel soll Berechnung und Bedeutung der Ausbeute illustrieren.

### Hintergrund
Acetylsalicylsäure kann in einem vierstufigen Verfahren aus Benzol hergestellt werden. Im Folgenden sind nur die Bruttogleichungen mit den stöchiometrisch verbrauchten Reagenzien angegeben. (Wie in der organischen Chemie üblich werden die Symbole „Ph“ für einen Phenylrest und „Ac“ für die Acetylgruppe verwendet.)
1. {\displaystyle {\text{Ph}}{-}{\text{H}}+2\ {\text{HSO}}_{3}{\text{Cl}}\longrightarrow {\text{Ph}}{-}{\text{SO}}_{2}{\text{Cl}}+{\text{HCl}}+{\text{H}}_{2}{\text{SO}}_{4}}
Benzol (hier geschrieben als Ph–H) reagiert mit zwei Äquivalenten Chlorsulfonsäure zu Benzolsulfochlorid, wobei Chlorwasserstoffgas und Schwefelsäure als weitere Produkte entstehen.[3]
2. {\displaystyle {\text{Ph}}{-}{\text{SO}}_{3}{\text{H}}+2\ {\text{NaOH}}\longrightarrow {\text{Ph}}{-}{\text{OH}}+{\text{Na}}_{2}{\text{SO}}_{3}+{\text{H}}_{2}{\text{O}}}
Benzolsulfochlorid wird mit zwei Äquivalenten Natriumhydroxid zu Phenol umgesetzt, wobei Natriumsulfit und Wasser anfallen.
3. {\displaystyle {\text{Ph}}{-}{\text{OH}}+{\text{CO}}_{2}\longrightarrow {\text{HO}}{-}{\text{Ph}}{-}{\text{COOH}}}
Phenol wird in einer Kolbe-Schmitt-Reaktion mit Kohlenstoffdioxid zur Salicylsäure umgesetzt.[4]
4. {\displaystyle {\text{HO}}{-}{\text{Ph}}{-}{\text{COOH}}+{\text{AcOAc}}\longrightarrow {\text{AcO}}{-}{\text{Ph}}{-}{\text{COOH}}+{\text{CH}}_{3}{\text{OAc}}}
Salicylsäure reagiert mit Essigsäureanhydrid zu Acetylsalicylsäure und Essigsäuremethylester.[5]

### Annahme
Angenommen, es wurden aus 10,0 g Benzol (0,128 mol) nach Schritt 1 bis 4 8,62 g (0,0479 mol) Acetylsalicylsäure hergestellt. Dabei wurden bei jedem Schritt folgende Mengen eingesetzt bzw. nach Reinigung gewonnen:
| Schritt | Ausgangsverbindung | Ausgangsverbindung | Reagenz                        | Reagenz    | Produkt            | Produkt    |
| ------- | ------------------ | ------------------ | ------------------------------ | ---------- | ------------------ | ---------- |
| 1       | Benzol             | 0,128 mol          | 3 Äquiv. Chlorsulfonsäure      | 0,384 mol  | Benzolsulfochlorid | 0,0960 mol |
| 2       | Benzolsulfochlorid | 0,0960 mol         | 3 Äquiv. Natriumhydroxid       | 0,288 mol  | Phenol             | 0,0768 mol |
| 3       | Phenol             | 0,0768 mol         | Kohlenstoffdioxid, 500 kPa     | —          | Salicylsäure       | 0,0538 mol |
| 4       | Salicylsäure       | 0,0538 mol         | 1,25 Äquiv. Essigsäureanhydrid | 0,0672 mol | Acetylsalicylsäure | 0,0479 mol |

### Rechnung
Für jeden dieser Teilschritte kann eine Ausbeute angegeben werden, ebenso für die gesamte Synthese. Dazu müssen zunächst die maximal möglichen Produktmengen berechnet werden. Da in jedem Schritt das Reagenz (wie in der Regel sinnvoll) im Überschuss eingesetzt wurde, hätte jedes Mal höchstens so viel Produkt entstehen können, wie Edukt eingesetzt wurde. Die Ausbeuten der Teilschritte sind demnach:
{\displaystyle \eta _{1}={\frac {n({\text{Ph}}{\text{SO}}_{2}{\text{Cl}})}{n({\text{Ph}}{\text{H}})}}={\frac {0{,}0960~{\text{mol}}}{0{,}128~{\text{mol}}}}=75\,\%}
{\displaystyle \eta _{2}={\frac {n({\text{Ph}}{\text{OH}})}{n({\text{Ph}}{\text{SO}}_{3}{\text{H}})}}={\frac {0{,}0768~{\text{mol}}}{0{,}0960~{\text{mol}}}}=80\,\%}
{\displaystyle \eta _{3}={\frac {n({\text{HO}}{\text{Ph}}{\text{COOH}})}{n({\text{Ph}}{\text{OH}})}}={\frac {0{,}0538~{\text{mol}}}{0{,}0768~{\text{mol}}}}=70\,\%}
{\displaystyle \eta _{4}={\frac {n({\text{AcO}}{\text{Ph}}{\text{COOH}})}{n({\text{HO}}{\text{Ph}}{\text{COOH}})}}={\frac {0{,}0479~{\text{mol}}}{0{,}0538~{\text{mol}}}}=89\,\%}
Die Ausbeute über alles berechnet sich ganz analog aus
{\displaystyle \eta _{\text{ges}}={\frac {n({\text{AcO}}{\text{Ph}}{\text{COOH}})}{n({\text{Ph}}{\text{H}})}}={\frac {0{,}0479~{\text{mol}}}{0{,}128~{\text{mol}}}}=37\,\%}
und es gilt
{\displaystyle \eta _{\text{ges}}=\eta _{1}\cdot \eta _{2}\cdot \eta _{3}\cdot \eta _{4}}
Da die Gesamtausbeute das Produkt aller Teilausbeuten ist, ist ein Weg zur Optimierung auch, die Zahl der Teilreaktionen zu verringern.

## Kritik und Fehlerbetrachtung bei der Ausbeutebestimmung
Die exakte Bestimmung der isolierten Ausbeute einer Reaktion ist nicht trivial. In der pharmazeutischen Industrie ist das System der Guten Herstellungspraxis (englisch: Good Manufacturing Practice (GMP)) etabliert, um präzise Angaben machen zu können, in den meisten Labors anderer Industriezweige oder der Hochschulen und Forschungsinstitute sind Fehlerbetrachtungen bei Berechnungen isolierter Ausbeuten – besonders bei präparativen Experimenten in kleinem Maßstab (5–20 mg) – wenig verbreitet. Allein die Wägefehler können erheblich sein, beispielsweise zwischen ± 1,5 % (Abwiegen von 100 mg) und ±20 % (Abwiegen von 3 mg). Hinzu kommen noch erheblichere Wägefehler bei der weithin gebräuchlichen Bestimmung des Taragewichtes, was sich natürlich auch entsprechend als noch größere Abweichung bei der Bestimmung der isolierten Produktmenge (Nettogewicht) auswirkt und die Berechnung der präzisen isolierten Ausbeute einer chemischen Reaktion weiter erschwert, besonders bei kleinen Ansätzen.
Hinzu kommt, dass in vielen Laboratorien der Kalibrierstatus der verwendeten Waagen unbekannt ist.